# Sigapatella novaezelandiae
Sigapatella novaezelandiae es una especie de molusco gasterópodo de la familia Calyptraeidae.

## Distribución geográfica
Se encuentra  en Nueva Zelanda.